# Зелёный проспект (Москва)
Зелёный проспе́кт — проспект в Восточном административном округе города Москвы. Проходит от улицы Плеханова до улицы Молостовых.

## Происхождение названия
Назван в 1930-е годы «по имеющимся на нём зелёным насаждениям».

## История
Проспект проложен в 1930-е годы в бывшем посёлке Перово Поле и первоначально проходил между Колхозной улицей (в наст. время не сохранилась, проходила перпендикулярно Зелёному проспекту в районе восточного выхода станции метро «Перово») и Железнодорожной улицей (ныне Новогиреевская улица). В 1938 году по части проспекта была проложена трамвайная линия до современной Новогиреевской улицы. В 1952 году трамвайная линия продлена до платформы «Новогиреево». Во второй половине 1940-х годов при застройке примыкавших к Перову Полю Владимирского и Первомайского посёлков, входивших в черту Москвы, проспект был продолжен на запад по территории Москвы до Ленинградской (ныне — Перовской) улицы и застроен двух- и трёхэтажными сталинскими домами. Между полосами движения в этой части проспекта создан широкий бульвар. В 1960 году при расширении Москвы весь проспект оказался в её черте. В 1960-х — начале 1970-х годов одноэтажные поселковые дома заменены многоэтажными панельными.

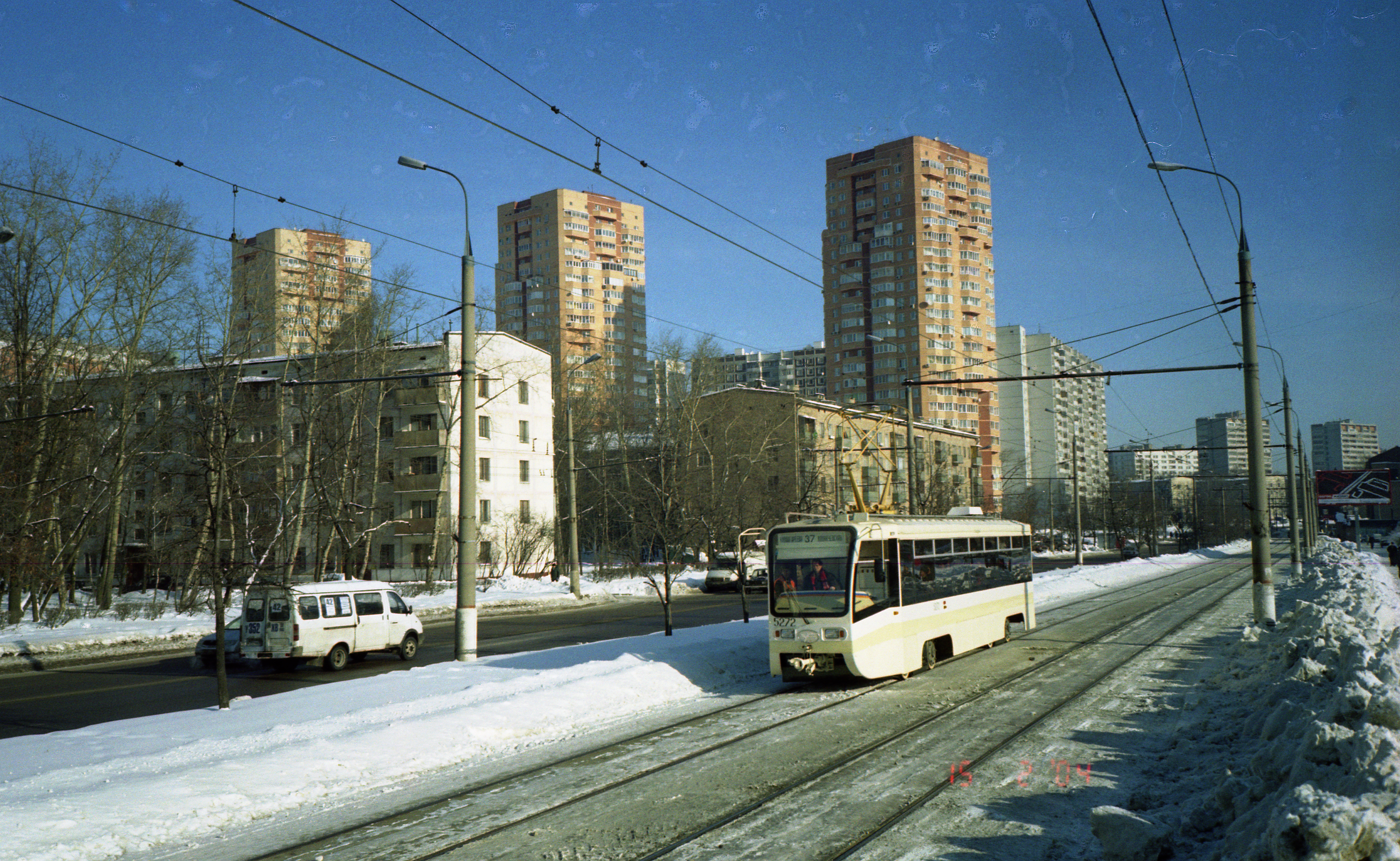
Застройка на Зелёном проспекте (2004)

 В ноябре 1972 года в состав проспекта был включён продолжавший его под углом на восток Свободный проспект бывшего посёлка Новогиреево (в настоящее время название Свободный проспект присвоено другой улице). В декабре 1979 года на проспекте открылись две станции Калининской линии метро. В 1986 году по всему проспекту проложена троллейбусная линия.

## Расположение
Пересекает улицы 1-ю и 2-ю Владимирские, Новогиреевскую, Мартеновскую; проспекты 6-й, 5-й, Свободный и 2-й.
Слева примыкают 1-й и 3-й проезды Перова Поля; 3-я Владимирская улица, проспекты 11-й, 9-й, 1-й, справа примыкает Улица Лазо и 3-й проспект.
Нумерация домов ведётся от Перовской улицы.

## Примечательные здания и сооружения
По нечётной стороне:
- № 5 — Фабрика театральной косметики (1956)
- № 81 — Кинотеатр «Киргизия» (1972, реконструирован в 2003, снесён в 2018 году, в 2022 году завершено строительство нового здания кинотеатра)

По чётной стороне:
- № 2 — Одно из нескольких сохранившихся зданий бывшего Немецкого поселка в городе Перово (1946). Этот дом пока ещё жилой, два соседних № 19 и № 21 по Перовской улице используются под офисы
- № 20 — Управы районов Перово и Новогиреево. Бывший Перовский райком КПСС (1975, архитектор В. В. Лебедев, совместно с А. С. Цивьяном, Э. В. Яворским)

## Достопримечательности
- Памятник воинам-москвичам, погибшим в Афганистане 1979—1989 гг. «Скорбящие матери» (скульпторы В. А. Сидур и А. Позин, архитектор Ю. П. Григорьев, 1992) — в Парке на Зелёном проспекте[6].
- Мемориальная доска на стене дома 66, корпус 1, установленная в июне 2015 года в честь Героя Советского Союза лётчика-истребителя Евгения Пепеляева (который многие годы жил в этом доме)[7].

## Транспорт
На проспекте расположены станции метро  Новогиреево и  Перово. По проспекту проходят трамваи 36, 37; автобусы 7, 21, 131, 141, 237, 247, 314, 449, 617, 776, т77, междугородние маршруты автобусов 17Р (в Реутов), 110, 193, 473 (в Балашиху), 587 (в Монино), 886 (в Лосино-Петровский), а также электробусы 662, 659, 787, 842, н4.